# 森脇將光
森胁将光（日语：森脇 将光/もりわき まさみつ，1900年1月17日—1991年6月2日），日本的商人，二战后他通过高利贷赚取了巨额利润，在1948年的首富排行榜中名列第一，被誉为“金融大王”。1954年牵扯进造船疑狱。